# Estadio General Pablo Rojas
Das Estadio General Pablo Rojas (deutsch General-Pablo-Rojas-Stadion), auch Olla Azulgrana oder kurz La Olla genannt, ist ein Fußballstadion in der paraguayischen Hauptstadt Asunción. Fast 60 Jahre hatte der 1912 gegründete Fußballverein Cerro Porteño kein festes Zuhause und nutzte mehrere Stadien in der Stadt. Das Estadio General Pablo Rojas wurde am 24. Mai 1970 offiziell eröffnet und heute fasst es 45 000 Zuschauer. Die Anlage wurde nach dem Präsidenten des Club Cerro Porteño, General Pablo Rojas, benannt.
Während der Copa América 1999 wurde in dem Stadion das Spiel Uruguay gegen Kolumbien (0:1) ausgetragen. 2019 fand das Finale der Copa Sudamericana, das erstmals in einer einzigen Partie und nicht mehr wie zuvor in Hin- und Rückspielen ausgetragen wurde, im Estadio General Pablo Rojas statt. 2024 soll das Endspiel des Wettbewerbs am 23. November wieder im Estadio General Pablo Rojas ausgetragen werden.